# 大通回族土族自治县
大通回族土族自治县又称大通县（藏語：གསེར་ཁོག་རྫོང，威利转写：gser khog rdzong），是中国青海省西寧市下辖的一个自治县，位于青海东北部，湟水以北，祁连山之南，属于青藏高原和黄土高原过度地带，海拔2280—4622米。面积3090平方公里，县政府驻地桥头镇。
矿产资源有煤、石灰石、石英石、白云石等，县镜内有青海铝厂、桥头电厂等大型企业；农业以小麦、青稞、蚕豆、豌豆种植为主，主要旅游景点有老爷山、察汗河森林公园、鹞子沟风景区。
2022年8月18日，大通县发生山洪，造成17人死亡，17人失联。

## 行政区划
大通回族土族自治县下辖9个镇、9个乡、2个民族乡：
桥头镇、城关镇、塔尔镇、东峡镇、黄家寨镇、长宁镇、景阳镇、多林镇、新庄镇、青林乡、青山乡、逊让乡、极乐乡、石山乡、宝库乡、斜沟乡、良教乡、向化藏族乡、桦林乡和朔北藏族乡。

## 人口
根据第七次人口普查数据，截至2020年11月1日零时，大通回族土族自治县常住人口为403368人。
全县总人口45.3万人(2012年)。民族以汉族为主，另外有回、土、藏等民族，其中回族占总人口的27%、土族占9%。

## 交通
- 227国道、 341国道过境。

## 特产
大通牦牛肉：中国地理标志产品。